# Telipogon bombiformis
Telipogon bombiformis är en orkidéart som beskrevs av Robert Louis Dressler. Telipogon bombiformis ingår i släktet Telipogon och familjen orkidéer.
Artens utbredningsområde är Panamá. Inga underarter finns listade i Catalogue of Life.